# Lilium papilliferum
Lilium papilliferum ist eine Art aus der Gattung der Lilien (Lilium) in der Sektion Sinomartagon. Die Art, über die nur wenig bekannt ist, wurde nur wenige Male gesammelt und ist im südlichen Zentralchina beheimatet. Ihre Blütenfarbe, ein tiefdunkles Rot, ist einzigartig in der Gattung. Benannt ist die Art nach den Papillen der Blütenhüllblätter (papilliferum = Papillen tragend).

## Beschreibung

### Vegetativer Habitus
Lilium papilliferum ist eine ausdauernde krautige Pflanze, die Wuchshöhen von 30 bis 60 Zentimeter erreicht. Die als Überdauerungsorgan dienende, weißlich-blassrosafarbene bis dunkelviolette Zwiebel ist rund, bis zu 38 Millimeter hoch und hat einen Durchmesser von bis zu 34 Millimeter. Die zehn bis zwölf dachziegelartig anliegenden Schuppen sind dick, eiförmig-lanzettlich, bis zu 28 Millimeter hoch und 18 Millimeter breit.
Der schlanke, zarte, am Ansatz bis zu vier Millimeter dicke Stängel ist papillös und kriecht unterirdisch bis zu 5 Zentimeter, bevor er den Boden durchbricht. Er ist von grüner Grundfarbe, aber vollständig rotbraun überhaucht.

### Blätter
Die zahlreichen Laubblätter stehen verstreut vor allem in der Mitte und dem oberen Abschnitt des Stängels. Sie sind linealisch, fünfnervig und zur Blattspitze hin spitz zulaufend, 5,5 bis 10 Zentimeter lang und 2 bis 4 Millimeter breit, glänzend, unbehaart und grün. Am Ansatz verengen sie sich leicht und sind von grünlich-weißer Farbe, am Rand wie entlang der Nervatur sind sie aufgeraut. Hochblätter sind vorhanden und stehen in Wirteln von drei bis fünf Blättern, sie sind den normalen Laubblättern gleich, doch nur 4 bis 5 Zentimeter lang und 3 bis 5 Millimeter breit.

### Blüten, Früchte und Samen
Lilium papilliferum blüht im Juli und August mit einer bis zu vier Zentimeter langen, nickenden Blüte, die entweder einzeln steht, zu zweien in einer Dolde oder aber mit bis zu fünf in einer Traube. Die Blüte duftet nach Kakao oder süßlich-harzig („sweetly resinous“). Die Blütenstiele sind 4,5 bis 7 Zentimeter lang, leicht aufgebogen, unbehaart und grünlich-violett.
Die sechs gleichgestalteten, eiförmig-lanzettlichen Blütenhüllblätter (Tepalen) sind stark zurückgebogen (Türkenbundform) und 3,5 bis 4,2 Zentimeter lang sowie zwischen 10 Millimeter und 14 Millimeter breit und unbehaart. Die Oberfläche ist besetzt mit zahlreichen, unregelmäßigen Papillen, die sich zum verdickten Apex des Blattes hin häufen, die Tepalen sind stark glänzend scharlachrot, weinrot oder braunrot mit wenigen grünen Punkten, auf ihrer Rückseite rötlich-hellgrün.
Die Staubblätter sind bis zu 27 Millimeter lang, der schlanke, blassgrüne, unbehaarte und sich verjüngende Staubfaden bis zu 22 Millimeter. Die nierenförmigen Staubbeutel sind hellbraun, der Pollen hellorange. Der hellgrüne, zylindrische Fruchtknoten ist gefurcht, 20 Millimeter lang und 5 Millimeter breit. Der Griffel ist bräunlich-violett, die Narbe cremefarben und papillös.
Am Ansatz der Blütenhüllblätter sitzen Nektarien. Die von dort längs abgehende Nektarrinne ist teils dicht mit weißen Papillen besetzt und dunkelrot, am Ansatz braun.
Die Samen reifen im September in 2 bis 2,5 Zentimeter langen und 1,5 bis 2 Zentimeter breiten, länglichen Samenkapseln heran. Der Samen keimt sofortig-epigäisch, eine Aufhebung einer Keimhemmung durch äußere Einflüsse ist nicht notwendig.

## Verbreitung
Lilium papilliferum ist eine seltene Pflanze, sie ist beheimatet in den Provinzen Shaanxi, Sichuan und im Nordwesten von Yunnan in der Volksrepublik China. Anfang des 21. Jahrhunderts gelangte jedoch eine unbestimmte Art in die Hände von Züchtern und Sammlern, die sich als Lilium papilliferum herausstellte und im westlich benachbarten Tibet gesammelt worden war, offenbar ist die Art also auch hier heimisch.
Die Art wächst an sonnigen Standorten alpiner Regionen zwischen Sträuchern auf Hängen, trockenen Felsvorsprüngen und trockenen, offenen, alpinen, steinigen Weiden in Höhenlagen von 1000 bis 3300 Meter. Im Sommer kommt es dort zu Monsunregen, harte Fröste sind eher selten.

## Botanische Geschichte und Systematik
Lilium papilliferum wurde im August 1888 bei Tapintse an der Nordspitze des Dali-Sees in Nordwest-Yunnan vom Missionar und Pflanzensammler Pierre Jean Marie Delavay entdeckt und in der Folge 1892 von Adrien René Franchet anhand von Herbarmaterial in Journal de Botanique (L.Morot) Band 6, Seite 316 erstbeschrieben. Weitere Funde stammen von George Forrest (1914, an der Wasserscheide von Mekong und Saluen) und Joseph Francis Charles Rock (1922). Durch Rock gelangten 1948 auch erstmals Zwiebeln nach England, wo 1949 die erste Blüte in Kultur gelang.
Wie die Mehrzahl aller chinesischen Arten wurde auch Lilium papilliferum von Harold Frederick Comber in der Sektion Sinomartagon eingestuft, die molekulargenetischen Untersuchungen zufolge jedoch polyphyletisch ist und in mindestens fünf, teils deutlich voneinander entfernte Gruppen zerfällt.

## Nachweise
- Mark Wood: Lily Species – Notes and Images. CD-ROM, Fassung vom 13. Juli 2006
- Flora Of China. Vol. 24, S. 146
- Stephen G. Haw: The Lilies of China. 1986, S. 123–125, ISBN 978-0-88192-034-5
- F. A. Waugh: A Conspectus of the Genus Lilium [Concluded] In: Botanical Gazette 27 Nr. 5, 1899, S. 340
- Alisdair Aird: Three Uncommon Lily Species From China. In: The Lily Yearbook of the North American Lily Society. 58, 2005, S. 92–93, ISSN 0741-9910
- Carl Feldmaier, Judith McRae: Die neuen Lilien., Ulmer, Stuttgart 1982, S. 125–126. ISBN 978-3-8001-6121-8